# Pronsfeld

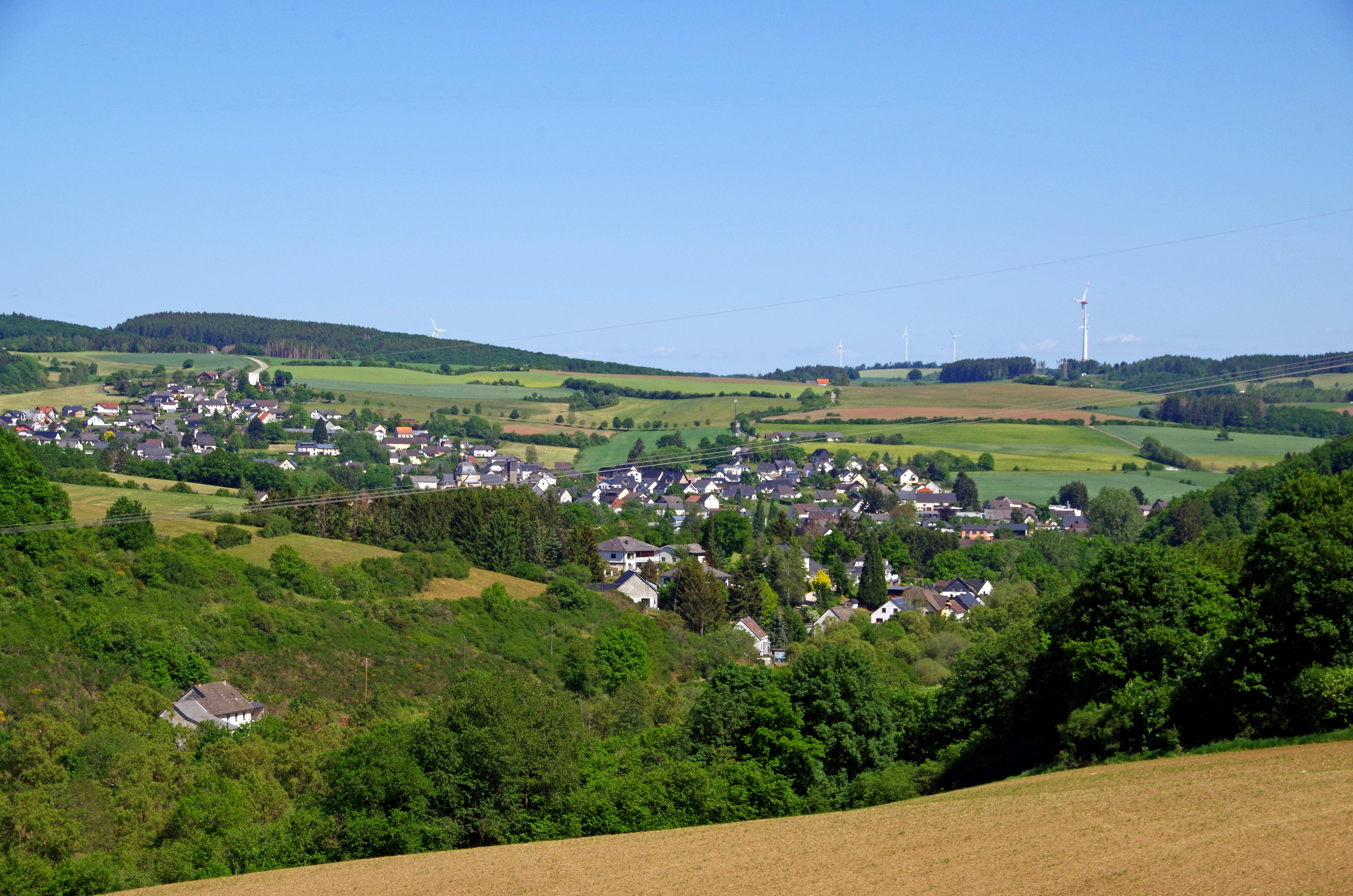
Pronsfeld

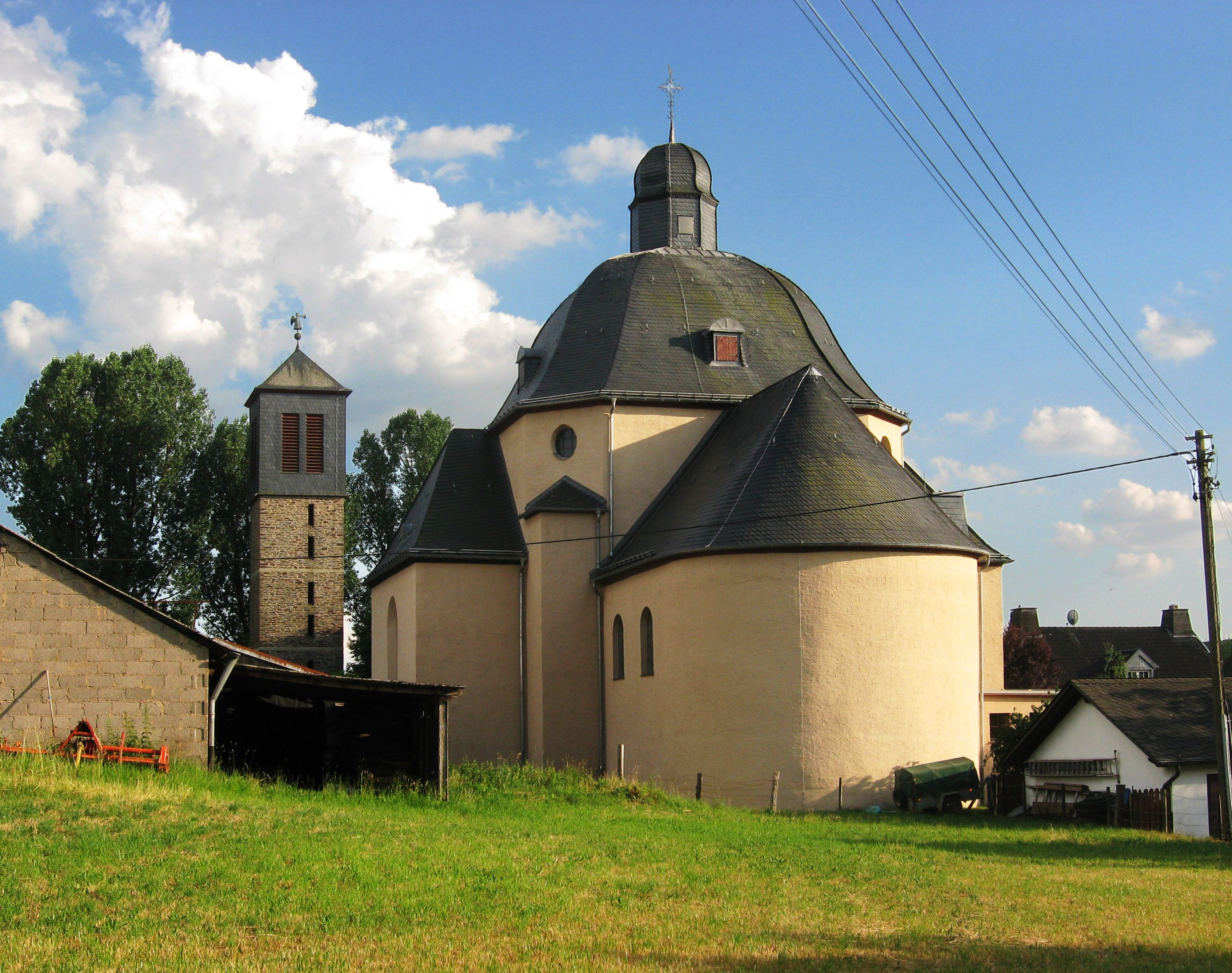
Pfarrkirche St. Remigius

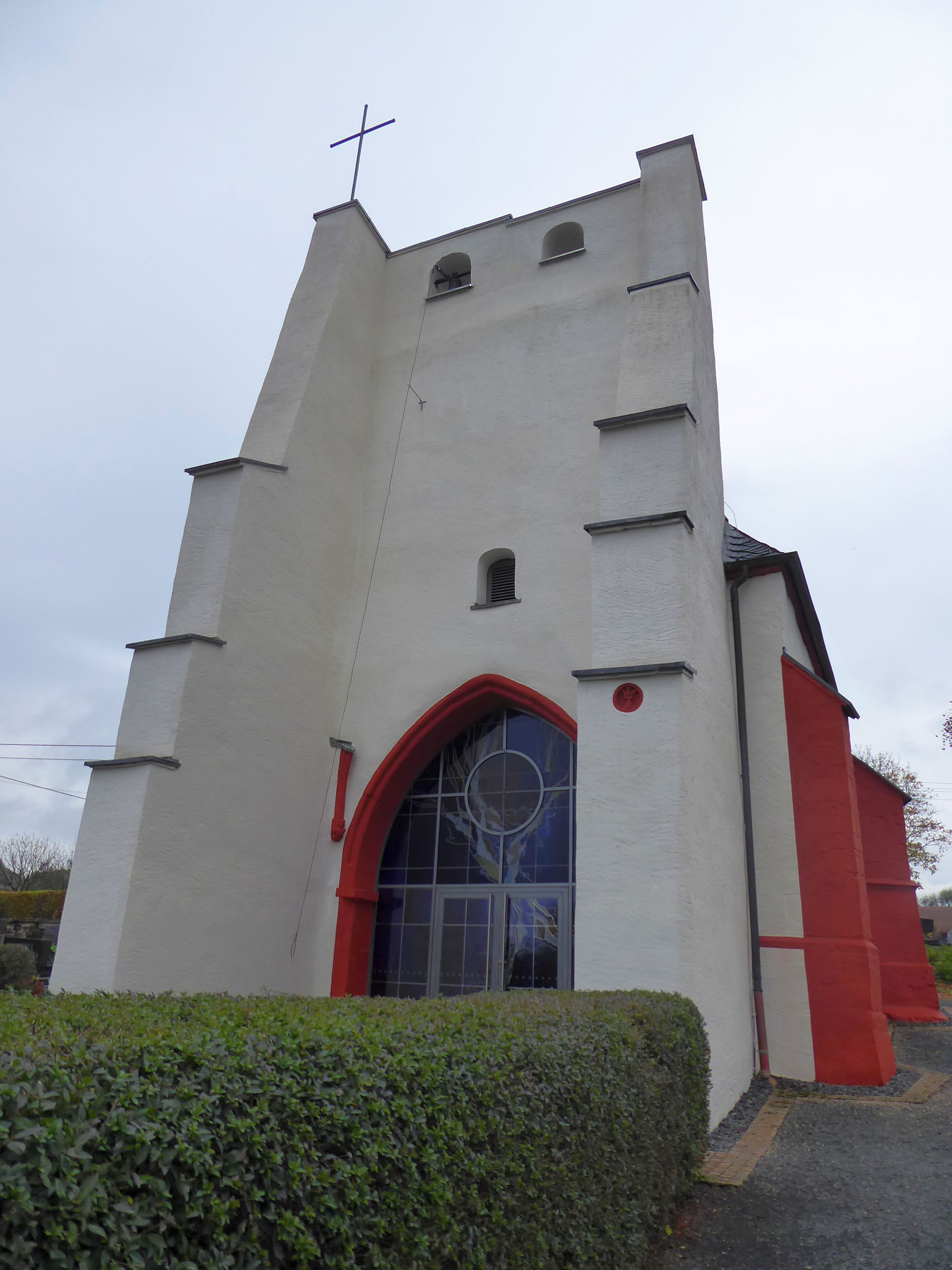
Alt St. Remigius

Pronsfeld ist eine Ortsgemeinde im Eifelkreis Bitburg-Prüm in Rheinland-Pfalz. Sie gehört der Verbandsgemeinde Prüm an.

## Geographie
Der Ort liegt in der Eifel im Dreiländereck Deutschland, Belgien und Luxemburg.
Zu Pronsfeld gehören auch die Wohnplätze Finkendell, In der Lünebach und der westliche Teil von Schloßheck.

## Geschichte
Besiedelt war das heutige Gemeindegebiet von Pronsfeld bereits in der Römerzeit, wie Funde von Ziegeln und Mauern einer römischen Landvilla im Gebiet des Distriktes Schlossheck zeigen. Östlich von Pronsfeld wurden zudem im Jahre 1955 drei stark verschliffene Grabhügel beobachtet. Deren Zeitstellung ist allerdings bisher unklar.
Der Ort ist wahrscheinlich in der fränkischen Rodungsperiode im 9./10. Jahrhundert entstanden. Der Ortsname, im Mittelalter bezeichnet als Prumizveld, erklärt sich aus der Lage und bedeutet wohl „Feld an der Prüm“. Die älteste Erwähnung des Ortsnamens Pronsfeld (Prumizuelt oder Prumizvelt) findet sich in einer Urkunde des Trierer Erzbischofs Poppo aus dem Jahr 1045 oder 1046. In dieser wurde dem Grafen Cadelo und seiner Ehefrau Irmingard eine frühere Übertragung ihres Besitzes zu „Prumizuelt“ an die Trierische Kirche bestätigt.
Ab 1794, als französische Revolutionstruppen in die Eifel einrückten, kam auch Pronsfeld zur französischen Republik und gehörte 20 Jahre zum Wälderdepartement und zum Kanton Arzfeld. 1798 führte der Klöppelkrieg zahlreiche Bauern in einen aussichtslosen Aufstand gegen die französische Herrschaft. Nach 1815 kam Pronsfeld zu Preußen.
Ab 1886 führte die Westeifelbahn durch Pronsfeld. Es wurde 1907 mit der Einweihung weiterer Strecken zum Eisenbahnknotenpunkt und erlebte einen wirtschaftlichen Aufschwung. Das Dorf entwickelte sich vom reinen Bauerndorf mit einigen traditionellen Handwerkern (Schmied, Müller, Zimmermann, Schuster) zu einem von der Eisenbahn geprägten Ort. Viele Familien lebten „von der Bahn“ und betrieben Landwirtschaft im Nebenerwerb. Im Ersten Weltkrieg war der Bahnhof für den Aufmarsch gegen Belgien von Bedeutung. Für die III. Armee aus dem Raum Sachsen und Thüringen war die Westeifelbahn die Haupteisenbahnstrecke. Beim Westwallbau wurde der Bahnhof zu einem Hauptumschlagplatz für Baumaterial und bot mit Wohnbaracken Unterkunft für Westwallarbeiter. Im Zweiten Weltkrieg war der Bahnknotenpunkt Pronsfeld ein Bahnhof mit militärischer Bedeutung. Die Bahnanlagen waren das Ziel zahlreicher Bombenangriffe der Alliierten; rund 80 % des Dorfes wurden dabei zerstört.

### Kondominium Pronsfeld
Pronsfeld war namensgebend für einen als „Hof“ oder „Meierei“ bezeichneten Verwaltungs- und Gerichtsbezirk, zu dem insgesamt 22 Ortschaften gehörten. Es war ein Kondominium, welches unter der gemeinsamen Landeshoheit des Kurfürstentums Trier und des Herzogtums Luxemburg stand. Zum Hof Pronsfeld gehörten die Ortschaften Dackscheid, Eilscheid, Euscheid, Habscheid, Hargarten, Hollnich, Kinzenburg, Lambertsberg, Lascheid, Lichtenborn, Lierfeld, Lünebach, Masthorn, Matzerath, Merlscheid, Oberüttfeld, Orlenbach, Pittenbach, Pronsfeld, Stalbach, Strickscheid und Watzerath.

### Bevölkerungsentwicklung
Die Entwicklung der Einwohnerzahl von Pronsfeld, die Werte von 1871 bis 1987 beruhen auf Volkszählungen:
| Jahr | Einwohner |
| ---- | --------- |
| 1815 | 380       |
| 1835 | 497       |
| 1871 | 490       |
| 1905 | 602       |
| 1939 | 824       |

| Jahr | Einwohner |
| ---- | --------- |
| 1950 | 755       |
| 1961 | 738       |
| 1970 | 818       |
| 1987 | 924       |
| 1997 | 996       |

| Jahr | Einwohner |
| ---- | --------- |
| 2005 | 973       |
| 2011 | 955       |
| 2017 | 904       |
| 2023 | 946       |

## Politik

### Bürgermeister
Harald Urfels wurde am 6. April 2016 Ortsbürgermeister von Pronsfeld. Bei der Direktwahl am 26. Mai 2019 wurde er mit einem Stimmenanteil von 83,73 % für weitere fünf Jahre in seinem Amt bestätigt. Er wurde im Juni 2024 wiedergewählt.
Die Vorgängerin von Urfels, Monika Winkelmann, hatte das Amt von 2009 bis Ende 2015 ausgeübt. Zuvor war Winfried Richards über einen Zeitraum von 35 Jahren Bürgermeister der Ortsgemeinde.

### Wappen
| Wappen von Pronsfeld | Blasonierung: „Wappen gespalten; links in Silber ein rotes Kreuz, rechts neunmal von Silber und Blau geteilt, belegt mit einem golden bewehrten und golden gekrönten doppelschwänzigen rechts gewendeten aufrecht schreitenden roten Löwen.“ |
| Wappen von Pronsfeld | Wappenbegründung: Die linke Hälfte des Wappens, das Trierer Kreuz, weist auf das Kurfürstentum Trier. Die rechte Hälfte zeigt den „Luxemburger Löwen“, die luxemburgische Herrschaft symbolisierend.                                         |

## Kultur und Sehenswürdigkeiten

### Kulturdenkmäler
- Die Alte St.-Remigiuskirche mit aus der Erbauungszeit um 1498 erhaltenem Chorraum sowie Turmresten ist, 1983 unter Denkmalschutz gestellt.
- Die Neue Pfarrkirche St. Remigius aus den Jahren 1889 und 1921,
- Zahlreiche erhaltene Wegekreuze, das älteste von 1603, sind über das Gemeindegebiet verteilt.
- Das Eisenbahnfreiluftmuseum erinnert an die frühere Bedeutung des Bahnhofs.

St. Remigius
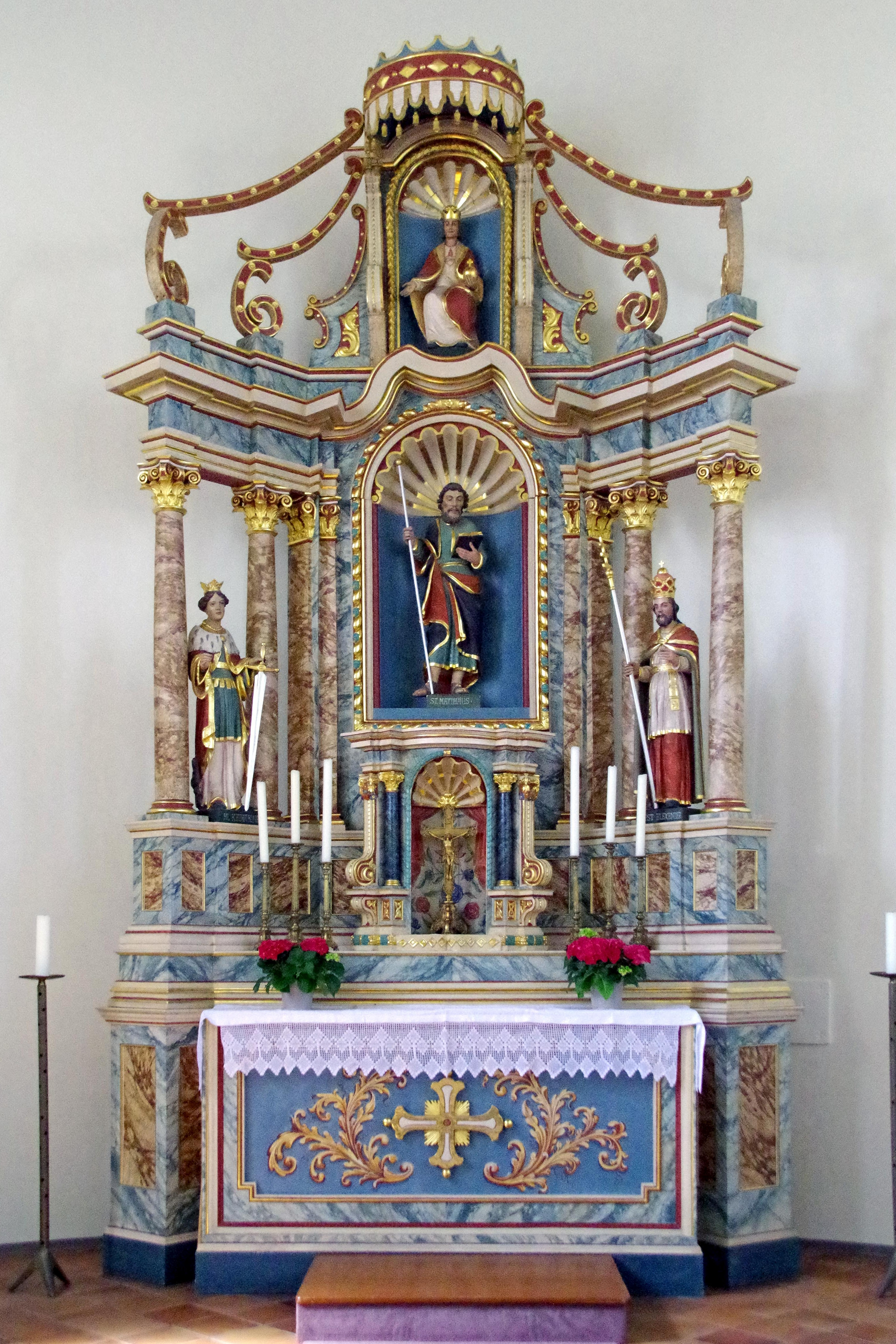
Hochaltar
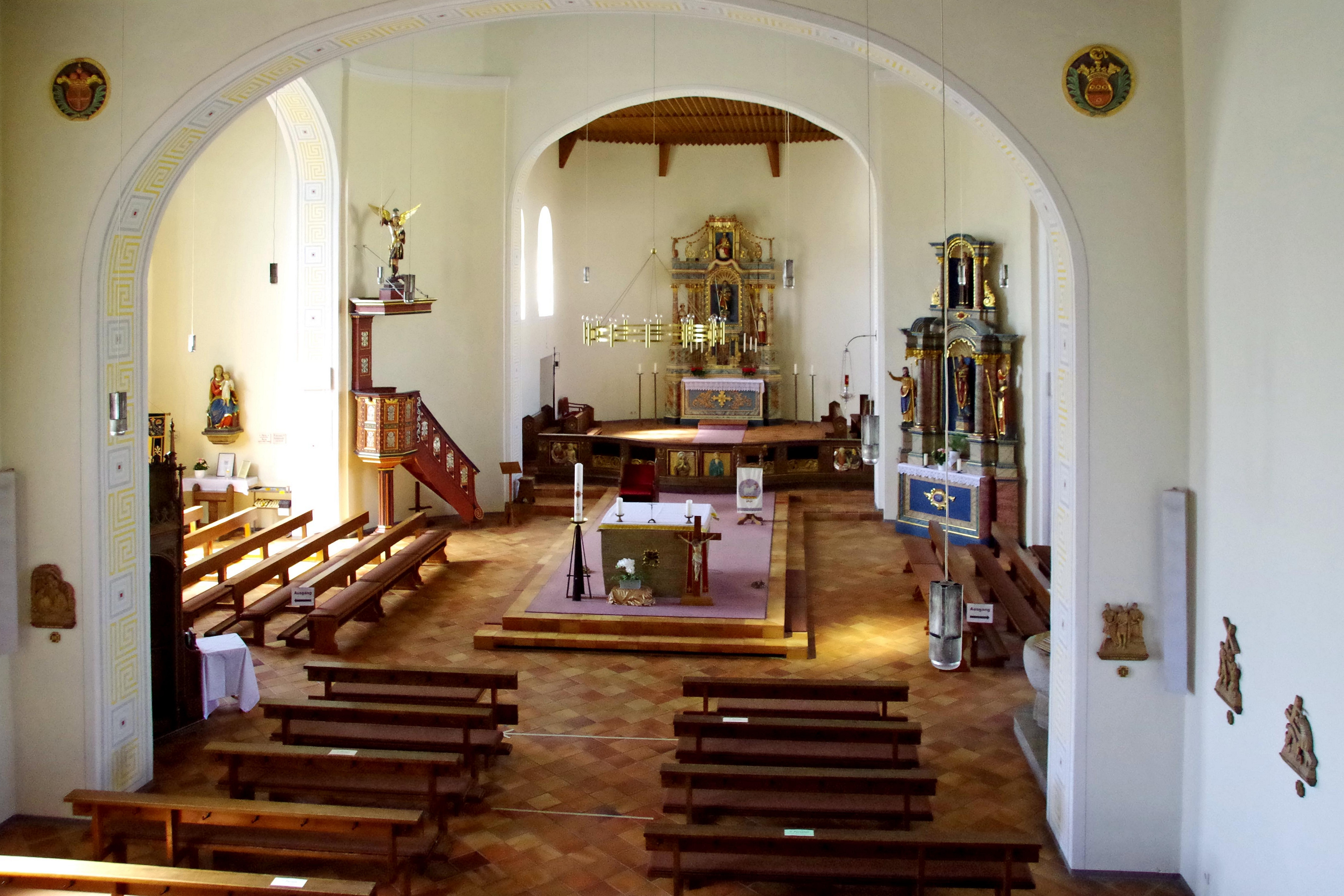
Innenraum
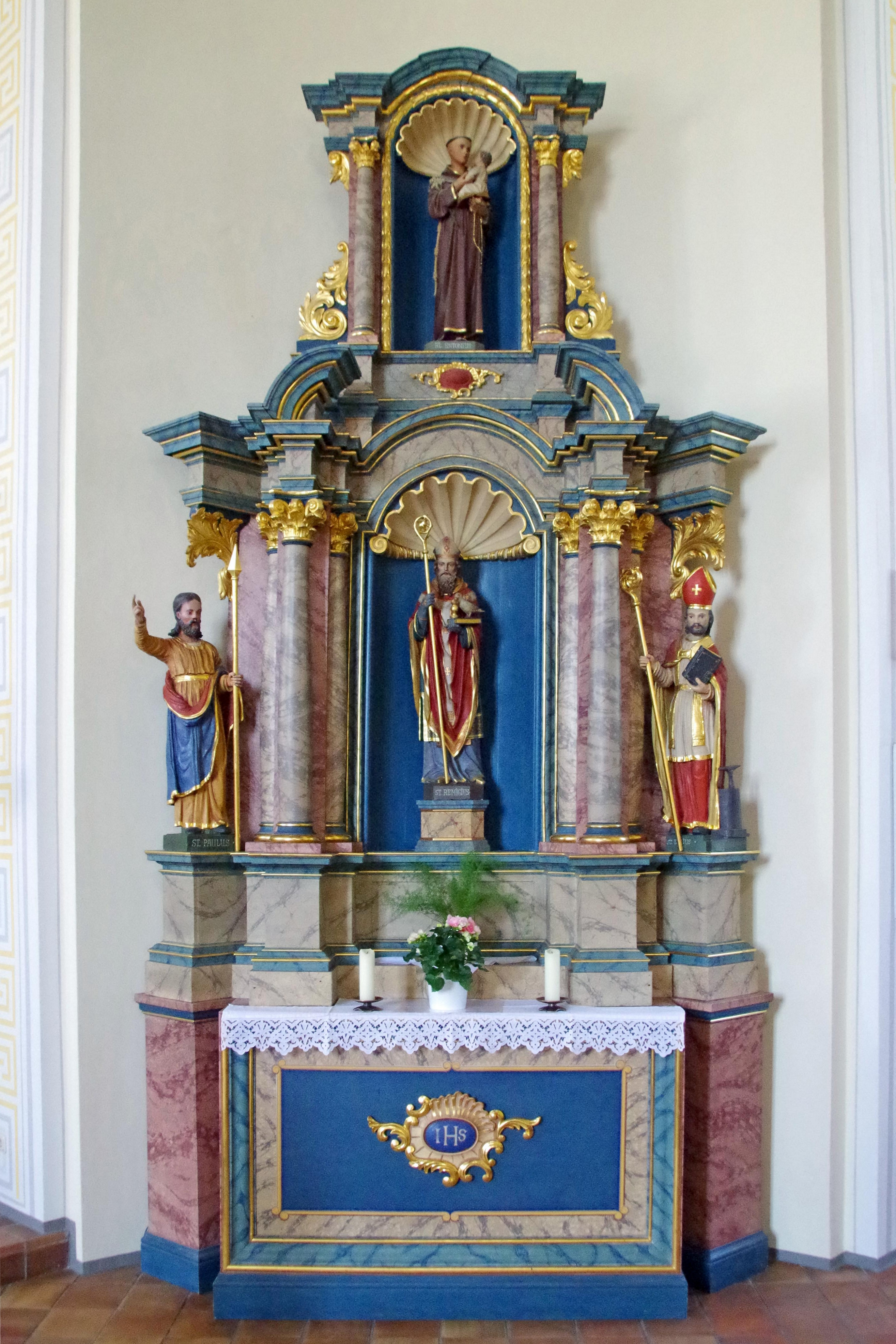
Seitenaltar
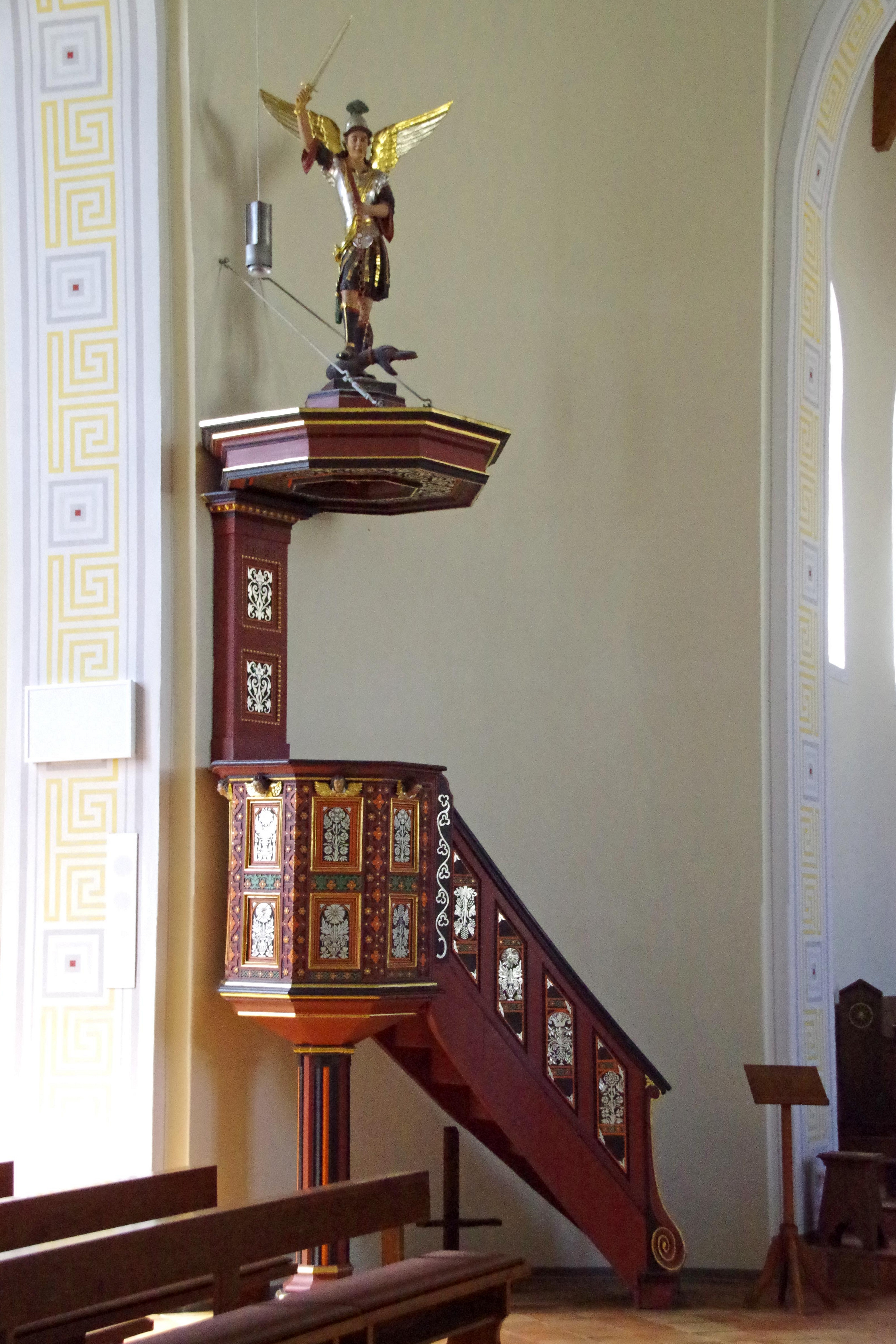
Kanzel
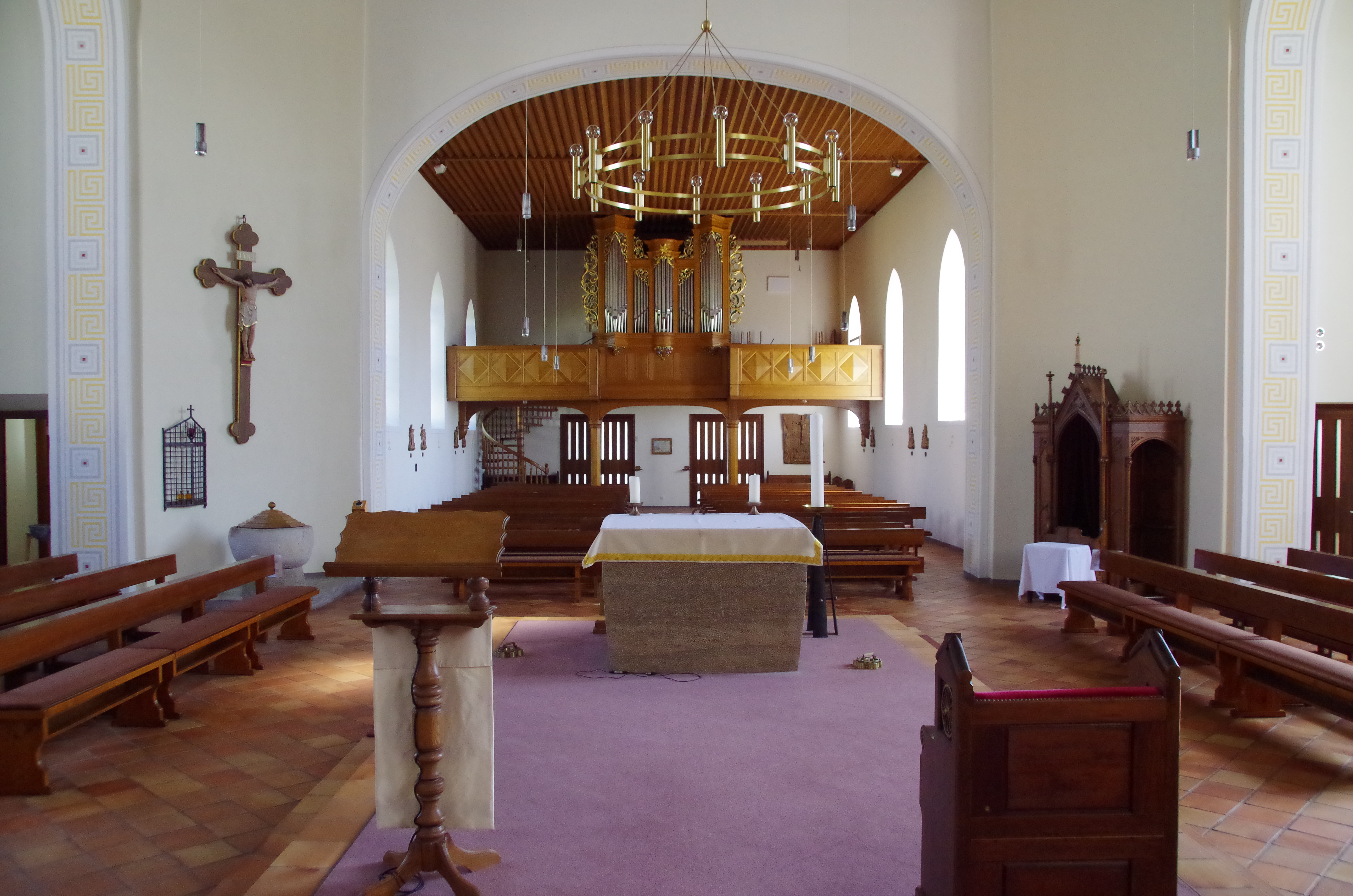
Blick zur Empore
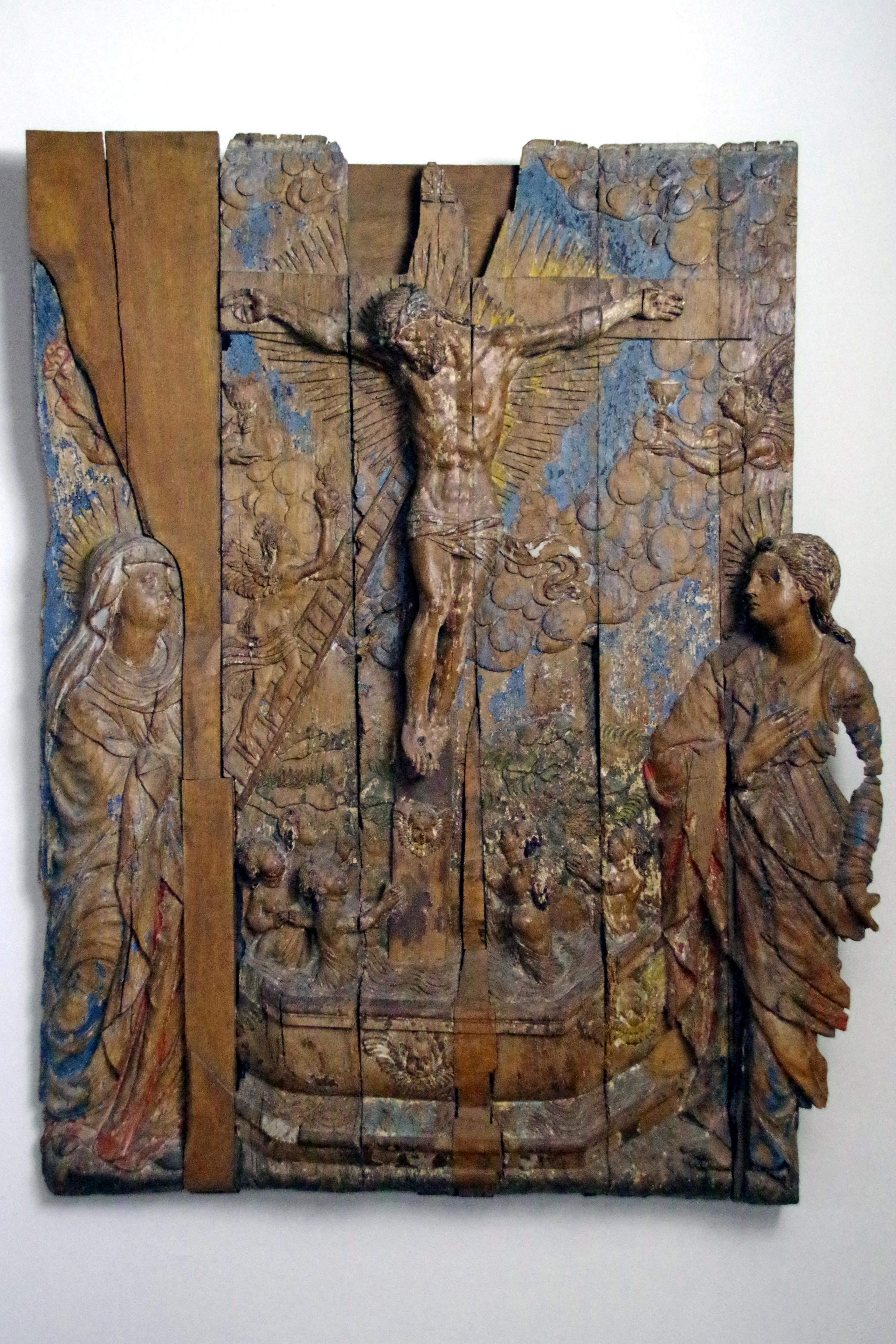
Kreuzigungsrelief

Siehe auch: Liste der Kulturdenkmäler in Pronsfeld

## Wirtschaft und Infrastruktur

### Unternehmen
- Pronsfeld ist Firmensitz von MUH Arla, dem größten H-Milch-Herstellers Europas.
- Das Autohaus Mais-Glandien vertreibt die Marken Audi und VW.
- Die FGK – Forst-, Garten- und Kleingeräte GmbH betreut alle einschlägigen Marken.

Ansässig sind ferner ein Kfz-Teilehändler, ein Reifenhandel, ein Malermeister & Bodenleger, eine Schreinerei und Bestattungsunternehmen,
ein Gartencenter, eine Druckerei, eine Anwaltskanzlei, die Raiffeisenbank, ein Pädagogisches Lernzentrum, Frisör, Bäckerei und zwei Tierärzte.

### Freizeit und Verkehr

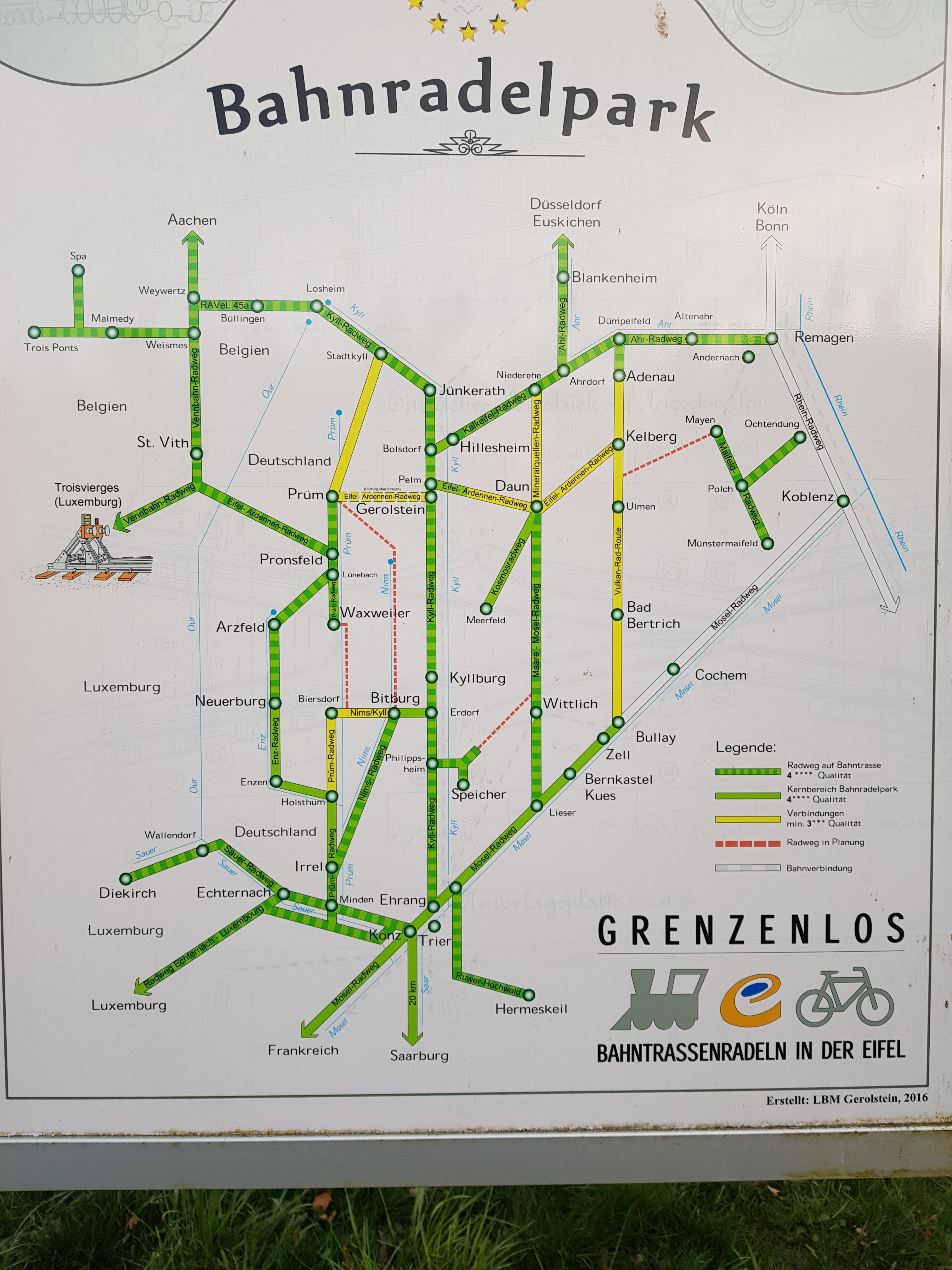
Bahntrassenradwege in der Eifel

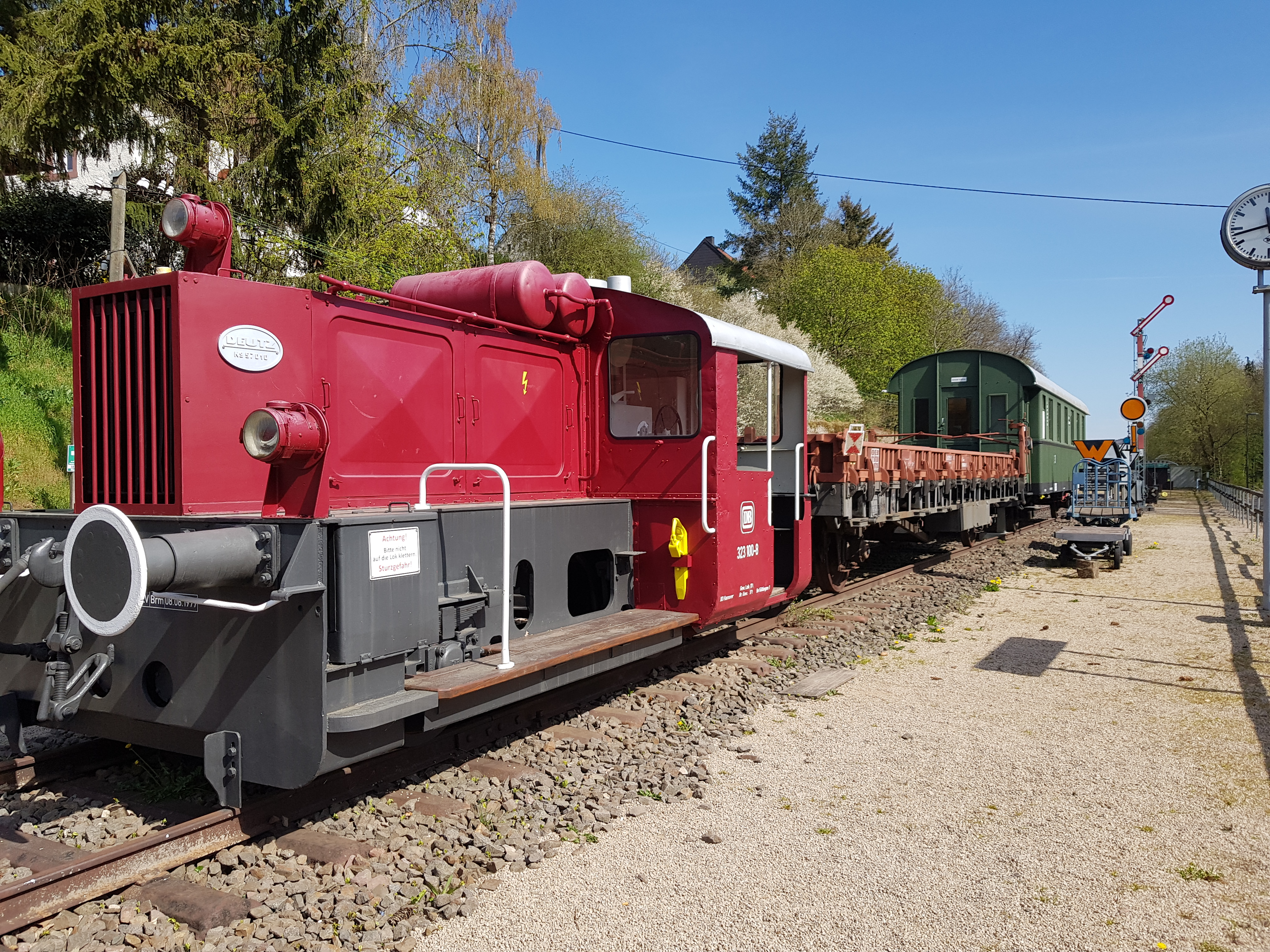
Eisenbahnfreilichtmuseum Pronsfeld

Durch Pronsfeld führt die Bundesstraße 410; die A 60 und die B 51 führen unweit vorbei.  Die B 409 führte von Pronsfeld über Habscheid zur belgischen Grenze bei Winterspelt. Mit dem Bau der A 60 wurde sie 1993 zur Landesstraße L16 herabgestuft.
Pronsfeld wurde 1886 über die Westeifelbahn an das Bahnnetz angeschlossen. Mit der Eröffnung der Stichstrecken nach Waxweiler und Neuerburg wurde es 1907 zum Knotenpunkt. Die Bahnanlage besaß eine lange Verladerampen und mehrere lange Verschiebe- und Wartegleise, die in den Jahren vor dem Ersten Weltkrieg nach den Normen der Militärzüge angelegt worden waren. Sie ließen neben dem Lade- und Versorgungsbetrieb den Begegnungsverkehr zu.
In den Jahren 1967 bis 1969 wurden die ab Pronsfeld weiterführenden Strecken für den Personenverkehr stillgelegt, 1972 folgte der Abschnitt zwischen Prüm und Pronsfeld. 1987 bis 1989 betraf dies den Gesamtverkehr ab Pronsfeld und 2001 die gesamte Westeifelbahn. In den folgenden Jahren wurden die Gleisanlagen abgebaut. Heute erinnert ein Eisenbahnfreiluftmuseum an die frühere Bedeutung Pronsfelds als Knotenbahnhof.
Die vier von Pronsfeld ausgehenden Bahntrassen wurden zu asphaltierten Radwegen ausgebaut.
Pronsfeld bietet ausgeschilderte Rundwanderwege ab den Wanderparkplatz beim alten Bahnhof und zahlreiche freie Wandermöglichkeiten, auch zum Bieberrevier im Alfbachtal. Neben dem Wanderparkplatz wurde ein Meditationslabyrinth mit tausend Lavendelpflanzen angelegt.
Der angrenzende Wohnmobilstellplatz bietet auch großen Wohnmobilen unparzellierte Plätze, Stromanschlüsse und eine Ver- und Entsorgungssäule.
Pronsfeld hat mehrere Spielplätze und eine Schutz- und Grillhütte.
Der benachbarte Eifel-Zoo liegt westlich des Bierbachtalviadukts.